# Epitaxe z molekulárních svazků

Schéma reakční komory pro epitaxi z molekulárních svazků

Epitaxe z molekulárních svazků (MBE) je jedna z několika metod pro růst tenkých vrstev krystalu na podložkách (substrátech). Tento fenomén byl zaznamenán na konci šedesátých let 20. století (1968) v laboratořích Bell Telephone Laboratories dvojicí J. R. Arthurem a J. J. LePorem. O rok později ho Alfredem Y. Cho doplnil o pozorování nově vzniklého povrchu.

## Metoda
Epitaxe z molekulárních svazků probíhá ve vysokém vakuu (10−8 Pa). Nejdůležitějším rysem MBE je nízká rychlost ukládání materiálu, která umožňuje epitaxní růst. Nízká rychlost růstu ale vyžaduje úměrně vyšší vakuum, aby se dosáhlo stejných úrovní nečistot jako u jiných technik růstu.
U MBE jsou zdrojové materiály v pevném stavu. Velice čisté prvky jako galium nebo arzén se zahřívají v uzavřených Knudsenových celách, dokud nezačnou pomalu sublimovat. Materiál v plynném skupenství poté kondenzuje na substrátu, kde mohou různé látky vzájemně reagovat. Například z galia a arzénu vzniká monokrystal arzenid galia (GaAs). Termín svazek v názvu metody znamená, že vypařované částice mezi sebou navzájem ani s žádnými jinými plyny ve vakuové komoře nereagují, dokud nedosáhnou substrátu. To je způsobeno dlouhými středními volnými drahami atomů.
Během činnosti MBE se často používá metoda RHEED (Reflection High Energy Electron Diffraction) ke sledování růstu krystalických vrstev. Počítač ovládá závěrky před každou celou (pecí), čímž velice jemně ovlivňuje tloušťku každé vrstvy až na úroveň jedné atomární roviny. Dají se takto vyrábět složité struktury vrstev různých materiálů. Toto řízení umožnilo vyvinutí takových struktur, kde jsou elektrony uzavřeny v prostoru - jedná se o kvantové jámy nebo dokonce kvantové tečky. Takové vrstvy jsou nyní kritickou součástí mnoha moderních polovodičových zařízení jako jsou polovodičové lasery a LED diody.
V situacích, kde je potřeba substrát chladit, se v růstové komoře udržuje vysoké vakuum soustavou kryogenních pump a kryopanelů, které jsou chlazeny tekutým dusíkem nebo studeným plynným dusíkem na teplotu blízkou 77 kelvinům (-196 °C). Kryogenní teploty se ale chovají jako lapač na nečistoty ve vakuu, proto musí být stupeň vakua mnohonásobně vyšší, aby probíhalo ukládání materiálu na substrát. V jiných soustavách se vzorky, na které se rostou vrstvy, upevňují na otáčející se podložku, která se může v průběhu procesu ohřívat na několik stovek stupňů Celsia.
Epitaxe z molekulárních svazků se také používá pro růst některých typů organických polovodičů. V tomto případě se na substrát místo atomů ukládají molekuly.